# James Graham, 2. Baronet

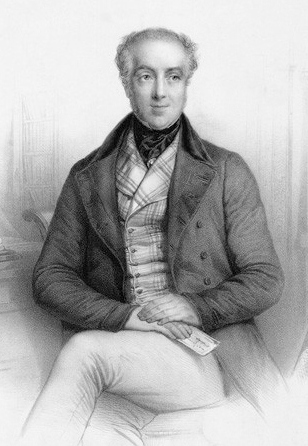
Sir James Graham, 1842

Sir James Robert George Graham, 2. Baronet (* 1. Juni 1792 auf Naworth Castle, Cumberland, England; † 25. Oktober 1861 in Netherby, Cumberland) war ein britischer Staatsmann.
Graham besuchte die Westminster School und studierte am Christ Church College der University of Oxford.
Er wurde erstmals 1818 als Abgeordneter für den Wahlkreis Kingston upon Hull ins House of Commons gewählt. 1824 erbte er von seinem Vater den Adelstitel Baronet, of Netherby in the County of Cumberland. 1830 wurde er im Ministerium des Earl Grey erster Lord der Admiralität, als welcher er das Marinebudget um mehr als 1 Million Pfund Sterling verminderte. Um das Zustandekommen der Reformbill erwarb er sich hervorragende Verdienste, nahm aber 1834 seine Entlassung, als man auch mit der Staatskirche in Irland Reformen vornehmen wollte, und ging von den Whigs zu der Partei der Tories über.
Im September 1841 wurde er unter dem Ministerium Robert Peel Staatssekretär des Innern und stand seinem Chef im Kampf gegen die Schutzzöllner treu zur Seite, trat aber 1846 zugleich mit Peel zurück, nachdem er 1844 durch Öffnung der Briefschaften Giuseppe Mazzinis, wodurch die neapolitanische Regierung Kunde von dem Unternehmen der Gebrüder Bandiera erhielt, den öffentlichen Unwillen auf sich gelenkt hatte. Der Volkswitz nennt seitdem das heimliche Eröffnen fremder Briefe to grahamize.
Den Whigs durch seinen früheren Abfall, den Tories durch seine Verteidigung des Freihandels entfremdet, erlangte er 1847 durch den Einfluss des Earl Grey einen Sitz für den Wahlkreis Ripon, den er bis 1852 vertrat. Er stand nun an der Spitze einer Art von Mittelpartei zwischen den Whigs und den starren Tories, bekämpfte das Ministerium Derby heftig und wurde im Koalitionsministerium Aberdeen-Russell im Dezember 1852 zum ersten Lord der Admiralität ernannt.
Als solcher entwickelte er während des Krimkriegs eine große Tätigkeit; doch war die öffentliche Meinung wegen der geringen Erfolge des ersten Feldzugs gegen ihn missgestimmt, und er sah sich genötigt, im Februar 1855 vor dem auf John Arthur Roebucks Antrag eingesetzten Untersuchungskomitee zurückzutreten. Den ihm von Henry Palmerston 1859 angebotenen Sitz im Kabinett lehnte er ab; doch blieb er – mittlerweile für den Wahlkreis Carlisle – immer noch ein eifriges und einflussreiches Mitglied des Unterhauses und beteiligte sich lebhaft an den Debatten desselben. Er starb am 25. Oktober 1861 auf seinem Landsitz.
Nach ihm sind das Grahamland und die Graham-Küste in der Antarktis sowie Graham Island im Pazifik benannt.